# La asunción de la Virgen (Panciatichi, Andrea del Sarto)
La asunción de la Virgen  (en italiano: Assunta Panciatichi ) es una pintura del artista del Renacimiento italiano Andrea del Sarto, pintada c. 1522-1523. Se encuentra en la Galería Palatina de Palazzo Pitti, Florencia, Italia. 

## Historia
El cuadro fue encargado por Bartolomeo Panciatichi (el Viejo) para un altar privado en la iglesia francesa de Notre-Dame-de-Confort, en Lyon; sin embargo, cuando la terminó, se quedó en Italia. Posteriormente fue adquirida por Bartolomeo Panciatichi el Joven, el hombre retratado más tarde por Agnolo Bronzino. En 1526, Andrea del Sarto usó la misma composición en la Asunción Passerini, ahora expuesta en el mismo museo. Más tarde, Bartolomeo regaló el trabajo a Jacopo Salviati, quien lo trasladó a su villa del Poggio Imperiale . Después de que todas las posesiones de Salviati fueron confiscadas por el duque Cosme I de Medici, la villa y todo su contenido fueron para Paolo Giordano Orsini, esposo de Isabella de Este, la hija del duque. 
Después de varios cambios de propiedad, incluyendo un período bajo el Odescalchi, la villa regresó a la familia Medici en 1602. En 1687 se decidió trasladar la Asunción al Palacio Pitti, como parte de la colección del príncipe Ferdnando de Medici. El panel se amplió en esa ocasión, con el fin de montar el mismo marco de la Asunción Passerini, también en el palacio. 

## Descripción
La obra describe el tema de la Asunción de María con dos registros: el inferior muestra a los apóstoles de Jesús aglomerados alrededor del sepulcro vacío de María, mirándola mientras asciende al cielo en una nube en la parte superior, rodeada de putis felices. Andrea del Sarto pintó a dos apóstoles arrodillados en el medio, de acuerdo con la tradicional composición piramidal de las sagradas conversaciones, uniéndolos a un círculo de otros apóstoles que se puede ver, por ejemplo, en el retablo Oddi de Rafael. 
La presencia de una gruta a la derecha es inusual. María mira hacia arriba, rodeada de una luz celestial. A sus lados hay dos grupos simétricos de ángeles, cuyas tablas quizás estaban destinadas a contener la firma del artista, el nombre del donante y el año de ejecución; otra, en el medio, llama la atención de los apóstoles hacia María. 
Algunos de los personajes fueron quizás retratos de personas existentes. El apóstol arrodillado y mirando hacia el espectador, por ejemplo, a veces se identifica como el autorretrato de Andrea del Sarto. 